# Faina Kotkowa
Faina Wasiljewna Kotkowa (ros. Фаина Васильевна Коткова, ur. 6 kwietnia 1933 w Wiaznikach, zm. 4 czerwca 2020 tamże) – radziecka tkaczka, przodownik pracy, Bohater Pracy Socjalistycznej (1980).

## Życiorys
Po ukończeniu szkoły średniej i szkoły fabryczno-zawodowej w 1950 została tkaczką w fabryce lnianej. Za wyróżnianie się w pracy i przekroczenie planu pięcioletniego otrzymała w 1980 tytuł Bohatera Pracy Socjalistycznej. Kilkakrotnie została deputowaną do rady miejskiej Włodzimierza. 5 maja 1983 otrzymała honorowe obywatelstwo miasta Wiazniki.

## Odznaczenia
- Medal Sierp i Młot Bohatera Pracy Socjalistycznej (30 kwietnia 1980)
- Order Lenina (30 kwietnia 1980)
- Order Rewolucji Październikowej (5 kwietnia 1971)
- Order Czerwonego Sztandaru Pracy (20 lutego 1974)
- Order „Znak Honoru” (9 czerwca 1966)

I medale.